# 金武町新開地
金武町新開地（きんちょうしんかいち）は、沖縄県国頭郡金武町金武にある繁華街。

## 街並み
キャンプ・ハンセンに近い金武町金武地区にある。
新開地で建築が始まったのは1962年である。1970年代のベトナム戦争時にはアメリカ兵が多く訪れ、一日に20ドルを使うアメリカ兵もいたという。1997年から新開地活性化事業が実施された。
タコライス発祥の地として知られる。映画やパブリックビューイング等の聖地としても知られるようになった。

## 註
1. ↑  “金武町新開地界隈”.   じゃらんnet. 2023年3月20日閲覧。
2. ↑  “金武町新開地”.   株式会社オマツリジャパン. 2023年3月19日時点のオリジナルよりアーカイブ。2023年3月20日閲覧。
3. 1 2 3  “新開地”.   沖縄文化観光ポータルサイト 内閣府沖縄総合事務局. 2023年3月20日閲覧。
4. 1 2  “平成24年度版統計きん”.   沖縄県金武町. 2023年3月20日閲覧。
5. ↑  “ようこそ、タコライス発祥の地、金武町「新開地」へ”.   金武町商工会. 2023年3月20日閲覧。